# Entracque
Entracque (okzitanisch und provenzalisch Antràigue oder Entràiguas, piemontesisch Entràive, in der Zeit des Faschismus Entraque) ist eine italienische Gemeinde in der Provinz Cuneo (CN), Region Piemont.

## Lage und Einwohner
Entracque liegt 23 km südwestlich von der Provinzhauptstadt Cuneo auf einer Höhe von 904 m über dem Meeresspiegel in den SeealpenDas Gemeindegebiet umfasst eine Fläche von 160 km² und hat 760 Einwohner (Stand 31. Dezember 2023) Zur Gemeinde zählen auch die Fraktionen (Frazioni) Lago Bianco, Lago Rovina, Lago Brocan, Lago Carbone, Lago Chiotas, Lago del Vei del Bove, Lago della Roccia, Lago Piastra, Tetti Colletta Sottana, Tetti Gargetti, Tetti Miclot, Tetti Patrunet, Tetti Perulet, Tetti Prer, Tetti Rim, Tetti Violino, Tetto Dietro Colletto, Tetto Traversa und Trinità. Einige von diesen Weilern sind aber nicht mehr dauernd bewohnt.
In der Gemeinde liegt das Pumpspeicherkraftwerk Entracque, welches eines der größten Pumpspeicherkraftwerke in Europa ist. Der Naturpark Parco Naturale delle Alpi Marittime liegt teilweise auf Gemeindegebiet.
Die Nachbargemeinden sind Belvédère, La Brigue, Limone Piemonte, Roaschia, Saint-Martin-Vésubie, Valdieri und Vernante.

## Geschichte

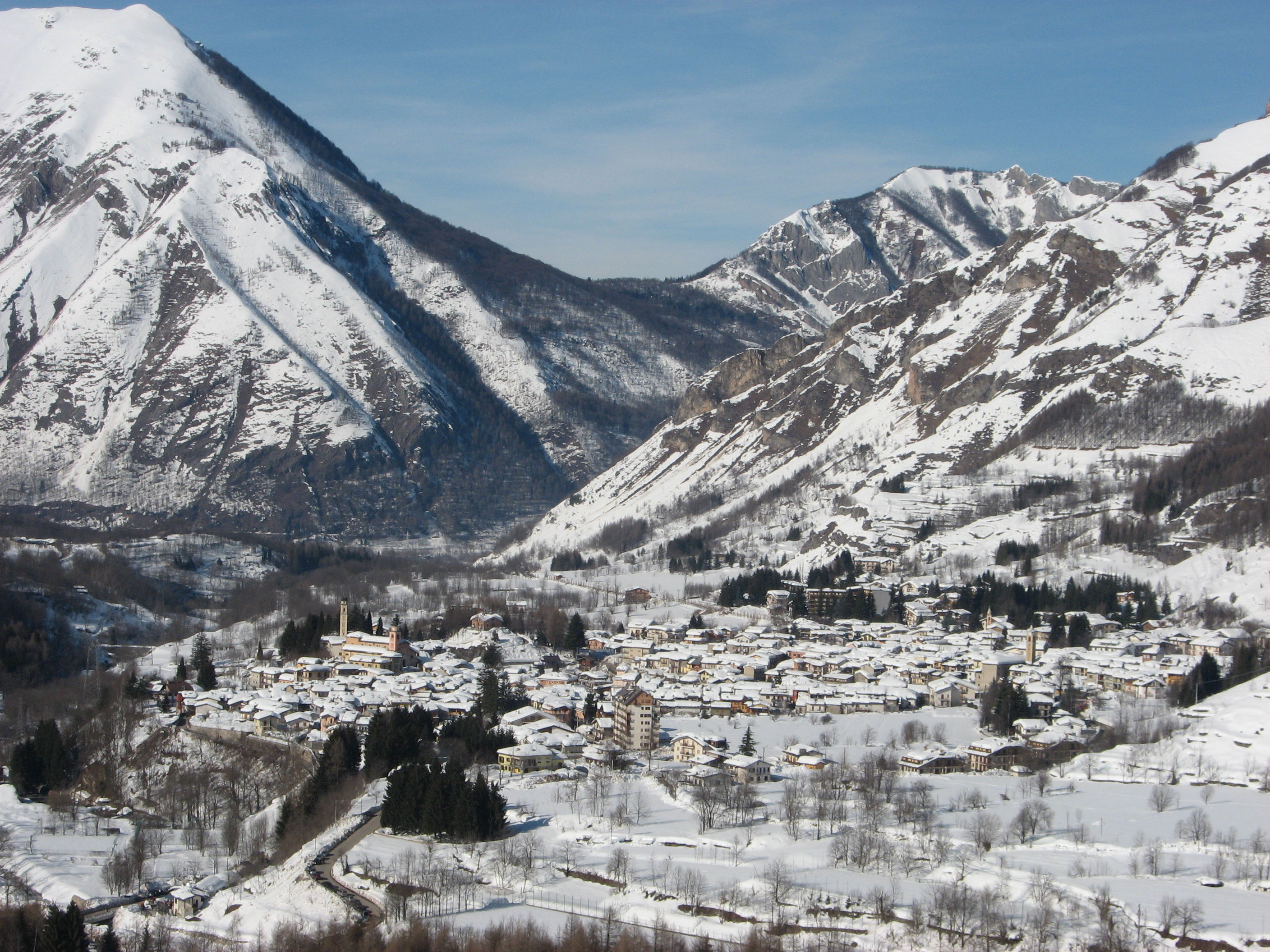
Panorama

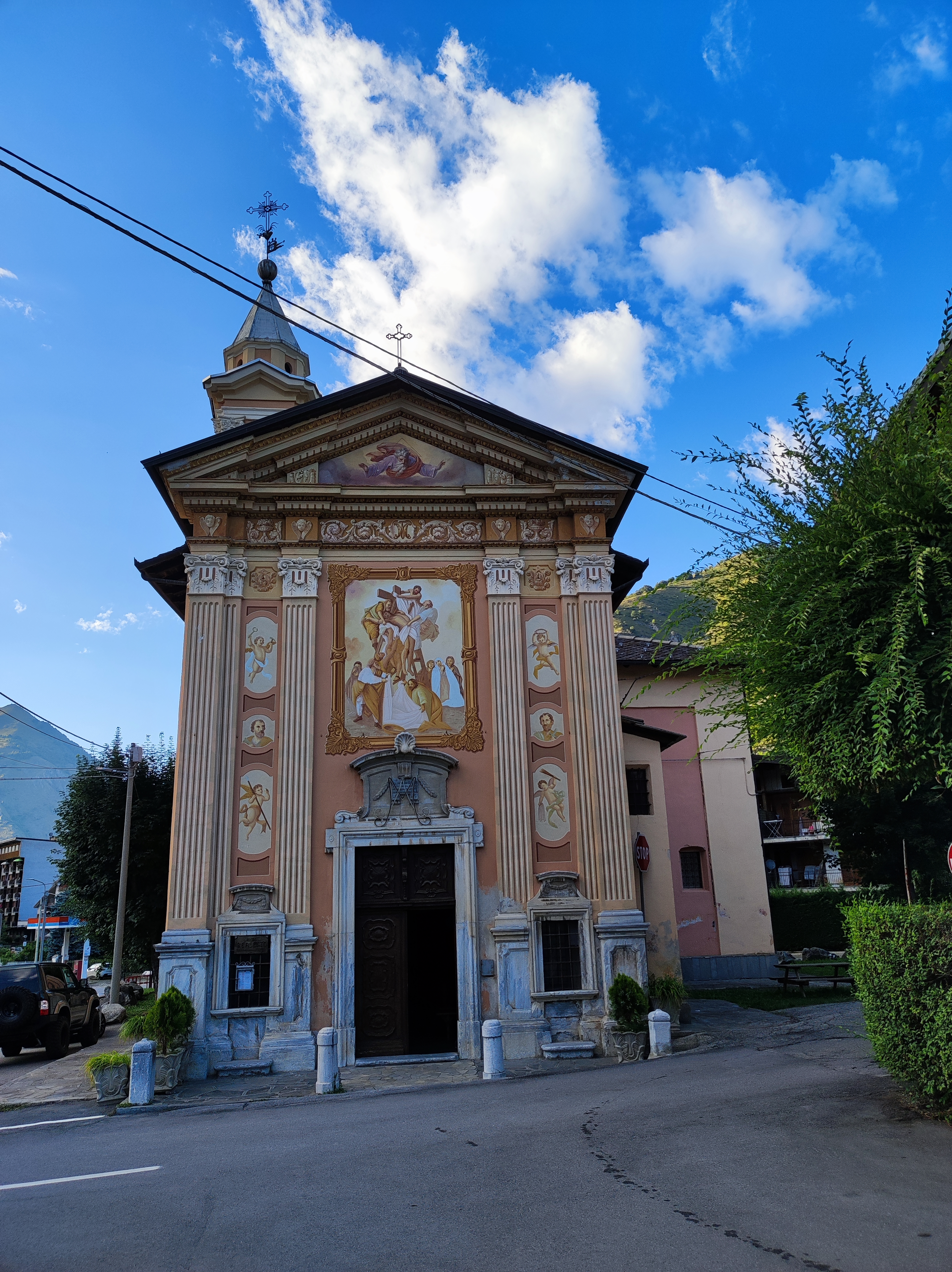
Bealetto Kirche

Der Ortsname, der in einer Urkunde aus der ersten Hälfte des 13. Jahrhunderts in der Form „Intraaquis“ erscheint, ist später als „Intraquis“, „Intraquarum“, „Antraguis“ und „Entrachis“ belegt. Der Name leitet sich wahrscheinlich vom lateinischen INTRA AQUAS, „unter den Wassern“, ab und bezieht sich auf die Lage des Ortes zwischen zwei Nebenflüssen des Gesso. Im Besitz der Markgrafen von Saluzzo kam es im 13. Jahrhundert unter die Gerichtsbarkeit von Cuneo, mit dem es das Schicksal teilte.
In der zweiten Hälfte des 14. Jahrhunderts wurde es von Amedeo VI. von Savoyen an die Markgrafen von Ceva belehnt und im 15. Jahrhundert zusammen mit dem gesamten Gesso-Tal wieder Teil der savoyischen Besitztümer. Im 17. Jahrhundert wurde es zum Markgrafentum von Carlo Solaro di Moretta, dessen Nachfolger die Grafen Valperga und Tana wurden.

## Sehenswürdigkeiten
- Die Pfarrkirche Sant'Antonino, deren Ursprung im 13. Jahrhundert liegt, aber mehrmals umgebaut wurde und mit wertvollen Altären aus dem 17. Jahrhundert ausgestattet ist.
- Die Bruderschaft Santa Croce mit einem Holzportal und einer sehr seltenen Prozessionsorgel aus dem 17. Jahrhundert.
- Die Kapelle San Giovanni, in der Fresken aus dem 16. Jahrhundert zu sehen gibt.
- Die Bealetto-Kirche voller Votivgaben.
- Der Brunnen von Sant'Antonio aus der zweiten Hälfte des 16. Jahrhunderts.
- Die Marktloggia mit Fresken religiöser Natur aus dem 18.–19. Jahrhundert.
- Der Chiotas-Staudamm, der das Rovina-Tal auf über zweitausend Metern Höhe abschließt und ein großes künstliches Becken bildet, das das größte Wasserkraftwerk Europas versorgt.
- Die Reina Schlucht (Gorge della Reina)